# المخطط الأولي
المخطط الأولي (بالألمانية Vorplanung) يشير إلىمرحلة العمل الثانية من ال (HOAI) وهو جزء من التحضير للمخططات التصميمية. هذه المرحلة تأتي بعد مرحلة العمل الأولى (تقييم الأساسيات) وتعالج تحليل الأساسيات، التنسيق بين المهمات، وتطوير فكرة المشروع.
يتم اظهار فكرة المشروع في هذه المرحلة بشكل بدائي وبمساعدة اسكتشات وتوضيحات. ويتم التواصل بشكل أولي مع الجهات الحكومية لبحث إمكانية ترخيص المشروع. ثم تأتي لاحقاً عملية صقل وتجسيد الفكرة في مرحلة التصميم (المخططات التصميمية).
بالموازاة مع المخطط الأولي الفعلي يجب إعداد تقدير للتكاليف والذي يحسب التكاليف المتوقعة للمشروع. يجب ان تكون خصائص المشروع في هذه المرحلة معروفة مثل معايير التجهيزات والمساحات الصافية..إلخ، وذلك لإنشاء تقدير تكاليف معتبر.